# Aumônerie des étrangers protestants en France
 (avril 2009).
Si vous disposez d'ouvrages ou d'articles de référence ou si vous connaissez des sites web de qualité traitant du thème abordé ici, merci de compléter l'article en donnant les références utiles à sa vérifiabilité et en les liant à la section « Notes et références ».
Pour les articles homonymes, voir Aumônerie.
L’Aumônerie pour les étrangers protestants en France (AEPF) a été créée en 1939 pour s’occuper matériellement et spirituellement des réfugiés protestants, sympathisants et orthodoxes qui ont fui le régime nazi avant la Seconde Guerre mondiale et le régime de Franco après la guerre d’Espagne.

## Historique
Dès son origine, l'Aumônerie pour les étrangers protestants en France est placée sous les auspices de la Fédération protestante de France et financée par le Conseil œcuménique des Églises, département des réfugiés. Fin septembre 1940, le pasteur Pierre C. Toureille est nommé directeur de l'association Les bureaux de l’Aumônerie sont installés à Lunel dans l’Hérault. En 1945, le pasteur Toureille quitte l’aumônerie. Nommé par Marc Boegner en accord avec le Conseil œcuménique, Jacques Delpech le remplace et prend ses fonctions à partir du 1er novembre 1945. Il tient à réorganiser l’Aumônerie, les bureaux sont transférés à Paris, rue de Rome, et son adresse postale pour des raisons de cohérence est la même que celle de la Cimade, avec laquelle Jacques Delpech décide de partager les tâches.
L’activité de l’aumônerie est accrue car elle est agréée par l’International Refuge Organisation pour distribuer les secours de cette institution, mais aussi pour établir les dossiers concernant la répartition des fonds de réparation destinés aux victimes du nazisme. 
L’Aumônerie s’occupe aussi d'aider les personnes désirant émigrer vers l’Amérique latine. 
À la fin de l’année 1945, la Mission suédoise envoie un pasteur, M. Forsberg, à Paris pour travailler en étroite liaison avec l’Aumônerie. Il se charge de toute l’activité spirituelle (culte, étude biblique, réunions) en langue allemande.
Une grande majorité des réfugiés d’Europe centrale étant d’origine juive, la Mission suédoise trouvait parmi eux un champ d’activité, correspondant à son but. M. Molander a par la suite été adjoint à M. Forsberg.
Les années 1949-1950 sont les plus actives de l’Aumônerie, des visites régulières sont faites en région ainsi qu’à Paris. Un bulletin français-allemand parait chaque mois et établi un lien entre les paroissiens de la Mission et de l’Aumônerie. Cette publication a pour but de donner toutes sortes d’information d’origine religieuse ou culturelle mais surtout d’apporter une solide nourriture spirituelle.
À la suite de la fermeture de l’IRO, le travail de l’Aumônerie se transforme. Toute la partie sociale (distribution de secours, émigration, Fonds de réparation) disparait. Mais les correspondances, les visites en liaison avec la Mission suédoise se développent.
La section espagnole de l’Aumônerie, suit une marche parallèle avec des pasteurs espagnols, et un secrétariat qui assure la correspondance et la publication d’un bulletin espagnol. En effet, dès novembre 1945 un pasteur espagnol prend en charge l’activité spirituelle en langue espagnole. La diminution progressive des fonds du Conseil œcuménique oblige à des réductions importantes. Après 1959, seule la branche espagnole perdure.